# University of Dublin
University of Dublin (irsk: Ollscoil Átha Cliath, latin: Universitas Dubliniensis) er et universitet i Dublin, Irland. Universitetet blev grundlagt i 1592 efter kongelig resolution fra Elizabeth I og er dermed Irlands ældste universitet og et af de syv ældste i den engelsktalende verden udenfor det nuværende Storbritannien. Universitetet blev skabt efter forbillede fra Oxford og Cambridge.
I dag er universitetet Irlands førende – f.eks. har The Times' uddannelsestillæg kåret det til det 53. bedste i verden, hvilket er højere end noget andet universitet fra Irland eller Nordirland. Universitetet har omkring 15.000 indskrevne studerende.
University of Dublin er medlem af Coimbra-gruppen, der fra Danmark tæller Aarhus Universitet.